# Arroyo Caracoles
Der Arroyo Caracoles ist ein Fluss in Uruguay.
Er entspringt auf dem Gebiet des Departamento Soriano einige Kilometer südwestlich von El Tala und mündet, nachdem er überwiegend in nordwestliche Richtung verläuft, als rechtsseitiger Nebenfluss mehrere Kilometer westlich von El Tala in den Arroyo de Vera.